# Eleição municipal de Montes Claros em 2024
A eleição municipal da cidade brasileira de Montes Claros ocorreu no dia 6 de outubro de 2024 (domingo), onde os eleitores elegeram um prefeito, vice-prefeito e 23 vereadores para a administração municipal. Por estar em seu segundo mandato, o prefeito em exercício Humberto Souto, do Cidadania, esteve inapto para concorrer à reeleição.
Guilherme Guimarães, do UNIÃO, foi eleito com 71,79% dos votos a candidatos concorrentes. O segundo candidato com mais votos foi Ruy Muniz, do PSB, com 11,08%. No entanto, Muniz teve sua candidatura indeferida pelo TRE-MG. O segundo candidato com mais votos validos Paulo Guedes, do PT, recebeu 6,51%.

## Antecedentes
Nas eleições de 2020, 8 candidaturas foram registradas para disputar a prefeitura municipal. Humberto Souto, que tentava a reeleição, venceu no primeiro turno com 177.592 votos, contra 15.184 do ex-prefeito Ruy Muniz (PP) e 10.685 de Leninha Alves (PT). Os demais candidatos (Dr. Emerson, Silvano Quero Pizza, Fon Fon, Janaelly Neri e Marcelo Valmor) tiveram, juntos, apenas 4.877 votos.

## Calendário eleitoral
| Início        | Fim           | Atividades | Status    |
| ------------- | ------------- | --- | --------- |
| 7 de março    | 5 de abril    | Janela partidária para vereadores trocarem de partido visando concorrer às eleições sem perder o mandato. | Realizado |
| 6 de abril    | 6 de abril    | Data-limite para todas as legendas e federações partidárias obterem o registro dos estatutos no TSE e para todos os candidatos terem domicílio eleitoral na circunscrição em que desejam disputar as eleições com a filiação deferida pelo partido. | Realizado |
| 15 de maio    | 15 de maio    | Início da campanha de arrecadação prévia de recursos na modalidade de financiamento coletivo para pré-candidatos, sem realização de pedidos de voto e obedecendo a regras relativas à propaganda eleitoral na Internet.                             | Realizado |
| 20 de julho   | 5 de agosto   | Realização de convenções partidárias para deliberar sobre coligações e escolher candidatos às prefeituras e aos cargos de vereador. Os partidos têm até 15 de agosto para registrar os nomes na Justiça Eleitoral.                                  | Realizado |
| 16 de agosto  | 16 de agosto  | Início das campanhas eleitorais de forma igualitária, podendo qualquer publicidade ou manifestação com pedido explícito de voto antes da data ser considerada irregular e multada.                                                                  | Realizado |
| 30 de agosto  | 3 de outubro  | Veiculação da propaganda eleitoral gratuita no rádio e na televisão. | Realizado |
| 6 de outubro  | 6 de outubro  | Realização do primeiro turno das eleições municipais. | Realizado |
| 11 de outubro | 25 de outubro | Veiculação da propaganda eleitoral gratuita no rádio e na televisão para o segundo turno. | Realizado |
| 27 de outubro | 27 de outubro | Realização de um eventual segundo turno nas cidades com mais de 200 mil eleitores em que o candidato a prefeito mais votado não tenha atingido a metade mais um dos votos válidos.                                                                  | Realizado |

## Candidaturas

### Quadro de candidaturas
| Nº | Prefeito(a)  | Prefeito(a)         | Prefeito(a)       | Prefeito(a) | Vice-prefeito(a) | Vice-prefeito(a) | Vice-prefeito(a)       | Vice-prefeito(a)  | Coligação Partido(s)                                                                              | Ref.          |
| Nº | Candidato(a) | Candidato(a)        | Partido Federação | Cargos relevantes ou profissão | Candidato(a)     | Candidato(a)     | Candidato(a)           | Partido Federação | Coligação Partido(s)                                                                              | Ref.          |
| -- | ------------ | ------------------- | ----------------- | --- | ---------------- | ---------------- | ---------------------- | ----------------- | ------------------------------------------------------------------------------------------------- | ------------- |
| 12 |              | Délio Pinheiro      | PDT               | Jornalista, escritor e palestrante; Deputado federal (2024–) |                  |                  | Eduardo Avelino (Jota) | Solidariedade     | Por Uma Montes Claros Mais Humana PDT, Solidariedade e Federação PSDB Cidadania (PSDB, Cidadania) | [ 6 ] [ 7 ]   |
| 13 |              | Paulo Guedes        | PT FE Brasil      | Deputado federal (desde 2019), Secretário de Desenvolvimento e Integração do Norte e Nordeste de Minas Gerais (2015), Deputado estadual (2007–2019), Coordenador estadual do DNOCS (2003), Vereador de Manga (1993–2004) |                  |                  | Sued Botelho           | PT FE Brasil      | Montes Claros da Esperança FE Brasil (PT, PCdoB e PV), DC e Federação PSOL REDE                   | [ 8 ] [ 9 ]   |
| 22 |              | Maurício            | PL                | Administrador |                  |                  | Patrícia Fujii         | PL                | Sem coligação                                                                                     | [ 10 ] [ 11 ] |
| 33 |              | Fábio Máquinas      | Mobiliza          | Empresário |                  |                  | Claudio Cabeleireiro   | PMB               | Montes Claros Para Quem Mais Precisa Mobiliza e PMB                                               | [ 12 ] [ 13 ] |
| 40 |              | Ruy Muniz           | PSB               | Prefeito de Montes Claros (2013–2017), Deputado estadual (2007–2011), Vereador (2005–2006) |                  |                  | Dra. Luciana           | PSB               | Sem coligação                                                                                     | [ 14 ] [ 15 ] |
| 44 |              | Guilherme Guimarães | UNIÃO             | Vice-prefeito de Montes Claros (2021–2024) |                  |                  | Otávio Rocha           | PP                | MOC em Boas Mãos UNIÃO, PP, PRTB, Avante, Republicanos, Agir, PODE, PRD, NOVO e PSD               | [ 16 ] [ 17 ] |

## Debates

### Primeiro turno
De acordo com as regras eleitorais, as emissoras só poderão convocar para o debate os candidatos que obtiverem a concordância de pelo menos dois terços de candidatas e candidatos, no caso de eleição majoritária (cargo de prefeito), e de pelo menos dois terços dos partidos ou das federações com candidatas e candidatos, no caso de eleição proporcional (cargo de vereador). Caso não seja possível um acordo, as emissoras de rádio e televisão podem apresentar debates em conjunto para o cargo de prefeito, estando presentes todas as candidatas e todos os candidatos, ou em grupos, com a presença de, no mínimo, três pessoas.
| Data           | Organizador(es)                      | Mediação        | Délio Pinheiro (PDT) | Fábio Máquinas (MOBILIZA) | Guilherme Guimarães (UNIÃO) | Maurício (PL) | Paulo Guedes (PT) | Ruy Muniz (PSB) | Ref    |
| -------------- | ------------------------------------ | --------------- | -------------------- | ------------------------- | --------------------------- | ------------- | ----------------- | --------------- | ------ |
| 23 de setembro | TV Gazeta Norte Mineira (Rede Minas) | Raphael Bicalho | Presente             | Presente                  | Presente                    | Presente      | Presente          | Presente        | [ 20 ] |
| 3 de outubro   | InterTV Grande Minas (Globo)         | Aline Aguiar    | Presente             | Não-convidado             | Presente                    | Presente      | Presente          | Presente        | [ 21 ] |

## Resultados

### Prefeito
Fonte: TSE
| Candidato(a) a prefeito(a)               | Candidato(a) a vice-prefeito(a)          | 1º turno 6 de outubro de 2024 | 1º turno 6 de outubro de 2024 |
| Candidato(a) a prefeito(a)               | Candidato(a) a vice-prefeito(a)          | Votação                       | Votação                       |
| Candidato(a) a prefeito(a)               | Candidato(a) a vice-prefeito(a)          | Total                         | %                             |
| ---------------------------------------- | ---------------------------------------- | ----------------------------- | ----------------------------- |
| Guilherme Guimarães (UNIÃO)              | Otávio Rocha (PP)                        | 151.240                       | 71,79%                        |
| Ruy Muniz (PSB)                          | Dra. Luciana (PSB)                       | 23.353                        | 11,08%                        |
| Paulo Guedes (PT)                        | Sued Botelho (PT)                        | 13.706                        | 6,51%                         |
| Délio Pinheiro (PDT)                     | Eduardo Avelino (Solidariedade)          | 11.206                        | 5,32%                         |
| Maurício da Santa Casa (PL)              | Patrícia Fujii (PL)                      | 10.021                        | 4,76%                         |
| Fábio Maquinas (Mobiliza)                | Claudio Cabeleireiro (PMB)               | 1.155                         | 0,55%                         |
| Total de votos a candidatos concorrentes | Total de votos a candidatos concorrentes | 210.681                       | 100%                          |
| → Votos válidos                          | → Votos válidos                          | 187.328                       | 93,82%                        |
| → Votos anulados                         | → Votos anulados                         | 23.353                        | 93,82%                        |
| → Votos brancos                          | → Votos brancos                          | 5.693                         | 2,54%                         |
| → Votos nulos                            | → Votos nulos                            | 8.186                         | 3,65%                         |
| Total de votos                           | Total de votos                           | 224.560                       | 100%                          |
| → Total de votos                         | → Total de votos                         | 224.560                       | 80,86%                        |
| → Abstenções                             | → Abstenções                             | 53.150                        | 19,14%                        |
| Eleitores aptos a votar                  | Eleitores aptos a votar                  | 277.710                       | 100%                          |